# 钱筹

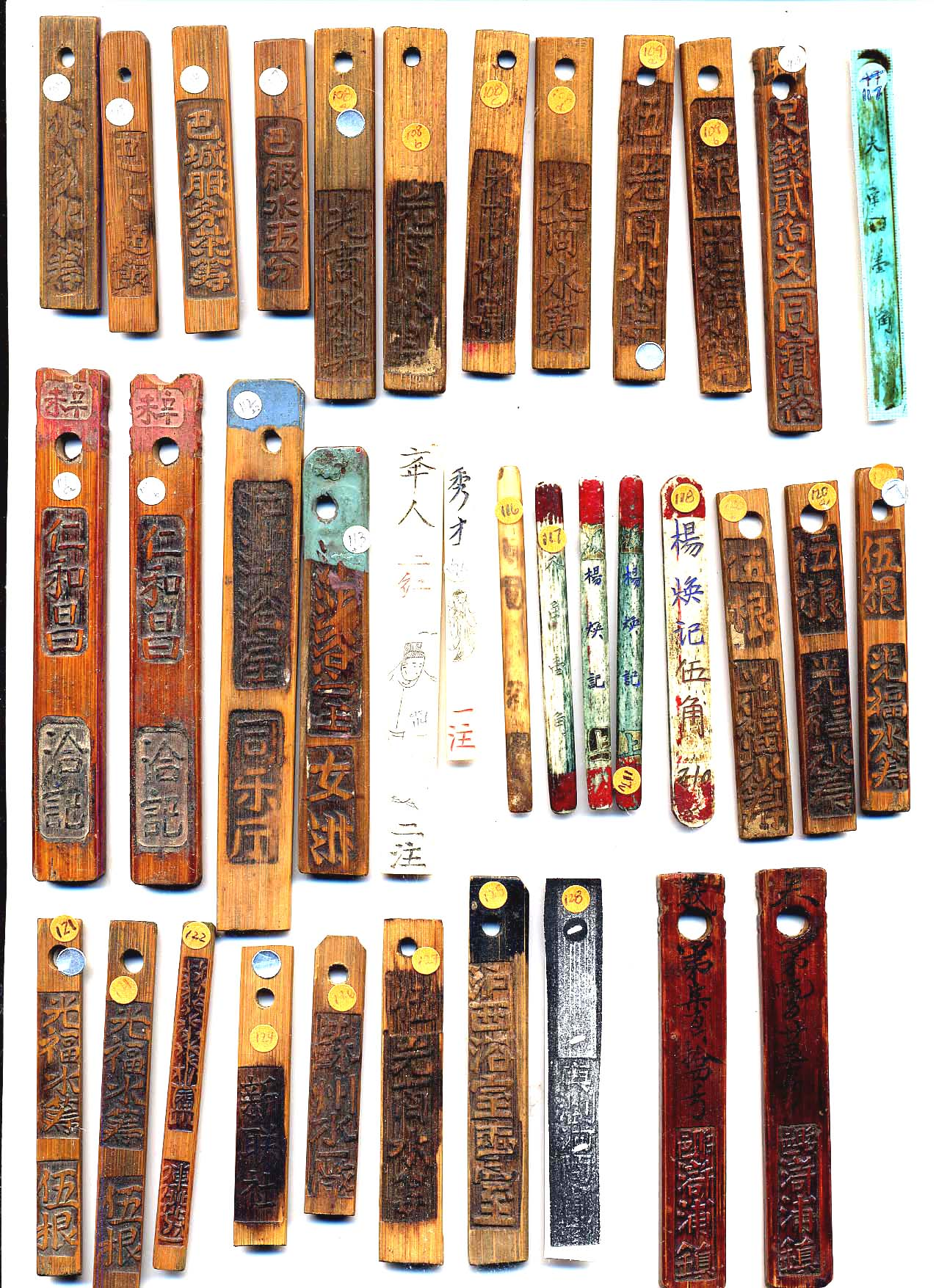
苏州钱筹

钱筹，或称竹票、竹签票，清朝末年至民国期间（1870年代至1940年代），山东、江苏、浙江多地出现的一种由商家发行的代用币。钱筹多见于江苏苏州、崇明，山东芝罘，浙江无锡等地，有当地的钱铺、当铺，甚至一般商铺发行，制作方式多为在竹签上端书明面额，上方书明发行店铺之名，文字多为火烙。随铜元使用的普及，钱筹流通渐少:228。钱筹在流通中被用作制钱或其他小额货币的补充，多以“文”、“串”计值，但也有以“钱”、“铜元”、“角”和“洋”等计值的，甚至有以茶包计值的。

## 发行背景
清咸丰年间开始，江苏苏州一带流通的铸造铜钱出现劣质钱币，人称其为“砂壳子”或“广片钱”，砂广小钱既小又薄、制作粗糙，百姓和商家均受其害。虽然官方曾一再禁止使用劣质小钱，但由于官方无法提供足够的铜钱，市面上的劣质小钱非但没少还愈来愈多，交易中常因小钱引起纠纷。
同治年间，苏州浒墅关席行老板制作发行了首批竹制钱筹，该批钱筹面额一百文，准备直接用于本店收购草席。由于该行信誉笃好，竹制钱筹发行一举成功，发出后不仅用于该行收购草席，在浒墅关全镇都有流通。此后，苏州各城镇纷纷仿效，相继推出钱筹。